# Freddie Ljungberg
Karl Fredrik „Freddie“ Ljungberg (* 16. April 1977 in Vittsjö) ist ein ehemaliger schwedischer Fußballspieler und heutiger -trainer. Der Mittelfeldspieler entstammt der Jugend des Halmstads BK und wechselte 1998 zum FC Arsenal, mit dem er unter anderem 2002 und 2004 (The Invincibles/Die Unschlagbaren) englischer Meister wurde. Ljungberg spielte zudem zwischen 1998 und 2008 für die schwedische Nationalmannschaft, mit der er an jeweils zwei Welt- (2002 und 2006) und Europameisterschaften (2004 und 2008) teilnahm.
Seit Anfang 2016 ist Ljungberg als Trainer tätig. Aktuell ist er Co-Trainer beim FC Arsenal.

## Vereinskarriere

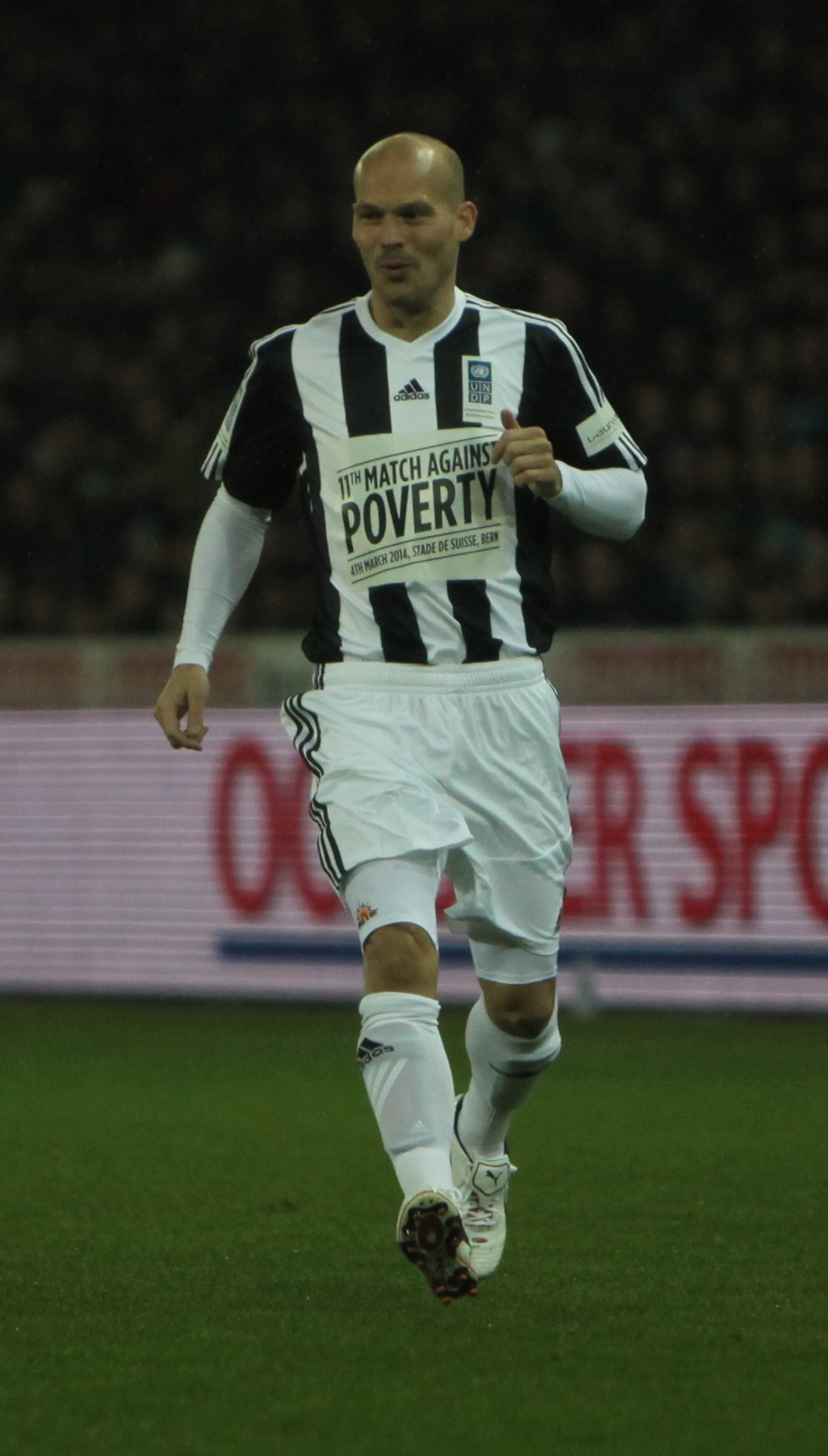
Ljungberg bei einem Benefizspiel (2014)

Ljungberg wurde 1977 im schwedischen Vittsjö geboren. 1982 siedelte er mit seinen Eltern und seinem jüngeren Bruder nach Halmstad um. Seit diesem Zeitpunkt spielte er einige Zeit für die Jugendmannschaften Halmstads BK. Sein erster Trainer war Olle Ericsson. Der ehemalige Fußballprofi und Cheftrainer von Halmstad begleitete ihn, bis Ljungberg 14 Jahre alt war. Ericsson war sehr beeindruckt von dem jungen Fußballspieler und seiner Art, Pässe zu spielen. Während seiner Jugendzeit übersprang Ljungberg einige Jugendmannschaften und spielte schon mit 14 im Juniorenteam des Vereins.
Ljungberg hatte auch ein großes Talent, Handball zu spielen. Er hätte sogar für die Nationalmannschaft spielen können, aber entschied sich für den Fußball.
Am 23. Oktober 1994 gab er sein Debüt in der Allsvenskan. Nur ein Jahr später war er schon Stammspieler in der Mannschaft. Er erzielte in diesem Jahr auch sein erstes Tor als Profi und gewann mit der Mannschaft den schwedischen Pokal. 1997 wurde er schwedischer Meister.
1998 unterschrieb Ljungberg einen Vertrag beim FC Arsenal. Die Ablösesumme betrug 3 Millionen Pfund und war damit der bis dahin teuerste Transfer eines schwedischen Spielers. Er wurde über ein Jahr von Scouts des Vereins aus London beobachtet. Nach einem Länderspiel gegen England genehmigte Arsène Wenger den Transfer, obwohl er das Spiel nicht gesehen hatte.
Im Juli 2007 wechselte Ljungberg zu West Ham United. Am 6. August 2008 löste West Ham den Vertrag mit dem schwedischen Nationalspieler auf.
Ende Oktober 2008 verkündete das amerikanische Franchise Seattle Sounders die Verpflichtung des Spielers. Er erhielt einen mit fünf Millionen US-Dollar dotierten Zweijahresvertrag. Ljungberg, der sowohl als linker als auch als rechter Mittelfeldspieler spielte, stand bei Seattle oft im zentralen Mittelfeld auf dem Platz. Früher spielte er auch manchmal als hängende Spitze. Am Ende der Saison 2009 wurde er in die MLS Best XI berufen.
Am 30. Juli 2010 wechselte der schwedische Ex-Nationalspieler zum Ligakonkurrenten Chicago Fire. Sein erstes Spiel machte er gegen die LA Galaxy, wo er eingewechselt wurde.
Am 27. Dezember 2010 kehrte er nach Europa zurück und absolvierte ein einwöchiges Probetraining bei Celtic Glasgow. Am 30. Dezember wurde der Wechsel nach Glasgow bekannt gegeben. Am 9. Januar 2011 gab er sein Debüt im Trikot der Bhoys. Bei dem Scottish-Cup-Spiel gegen die Berwick Rangers wurde er in der 60. Minute eingewechselt. Im September 2011 unterschrieb Ljungberg einen Vertrag bei Shimizu S-Pulse aus der japanischen J. League, den er bereits im Februar 2012 wieder auflöste.
Im August 2012 gab Ljungberg das Ende seiner aktiven Profilaufbahn bekannt, was er im September 2014 mit seinem Einstieg beim Mumbai City FC widerrief, für den er anschließend bis Jahresende aktiv war.

## Nationalmannschaft
In seiner Anfangszeit in Schweden spielte er zwölf Spiele für Schwedens U-21-Mannschaft.
Im schwedischen A-Nationalteam gab er am 24. Januar 1998 sein Debüt. Nachdem Olof Mellberg am 7. August 2006 sein Amt als Kapitän der schwedischen Nationalmannschaft niederlegt hatte, wurde Ljungberg zum neuen Kapitän ernannt. Nach der EM 2008 beendete er seine Karriere in der schwedischen Nationalmannschaft. Das letzte Spiel im Trikot der Schweden bestritt er am 18. Juni 2008 gegen Russland.

## Trainerkarriere
Im Januar 2016 übernahm Ljungberg die U15 des FC Arsenal.
Ende Februar 2017 wurde Ljungberg Co-Trainer von Andries Jonker, der zuvor Leiter der Arsenal-Nachwuchsakademie gewesen war, beim Bundesligisten VfL Wolfsburg. Nachdem das Trainerteam den Klassenerhalt in der Saison 2016/17 über die Relegation gegen Eintracht Braunschweig erreicht hatte, trennte sich der Verein nach einem schlechten Start in die Saison 2017/18 am 18. September 2017 von Jonker und Ljungberg.
Zur Saison 2018/19 übernahm Ljungberg das Amt des Cheftrainers der U23 des FC Arsenal.
Zur Saison 2019/20 wurde Ljungberg Co-Trainer von Unai Emery bei der Profimannschaft. Nachdem sich der Verein von Emery getrennt hatte, übernahm er am 29. November 2019 die Mannschaft als Interimstrainer, die nach dem 13. Spieltag mit 18 Punkten auf dem 8. Platz stand. Ljungberg betreute das Team in 5 Premier-League-Spielen und einem Europa-League-Spiel und wurde ab Ende Dezember neben Albert Stuivenberg und Steve Round wieder Co-Trainer des neuen Cheftrainers Mikel Arteta.

## Erfolge
Halmstads BK
- Schwedischer Meister: 1997
- Schwedischer Pokalsieger: 1995

FC Arsenal
- Englischer Meister: 2002, 2004
- Sieger im FA Cup: 2002, 2004, 2005
- Sieger des FA Community Shield: 1999, 2002, 2004

Seattle Sounders
- Lamar Hunt U.S. Open Cup: 2009

## Auszeichnungen

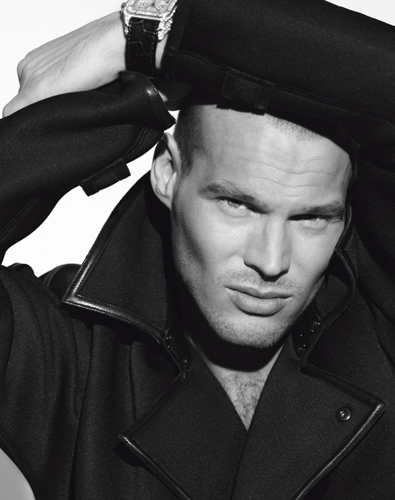
Ljungberg als Model (2008)

Ljungberg wurde 2002 und 2006 in seinem Heimatland zum Fußballspieler des Jahres und 2002 zum Premier League Player of the Season gewählt.
2000 wurde er in Schweden zum bestangezogenen Mann gewählt. Er ist auch bekannt als Unterwäschemodel für Calvin Klein.